# Chrotais
Chrotais o Rodaida (Hrod-haid) nascuda cap a 710, morta després 755, fou una esposa probablement secundària de Carles Martell, majordom de palau dels regnes francs.

## La documentació
La seva qualitat d'esposa de Carles Martell no és testificada més que pel Líber confraternitatum augiensis donant els primers sobirans i sobiranes carolíngies, escrit entre 818 i 838: 
| « | Karolus major domus, Pippin rex, Karlomannus major domus, Karolus imperator, Karlomannus, Karolus rex, Pippin rex, Bernardus rex, Ruadtrud, Ruadheid, Svanahild regina, Bertha regina, Hiltikart regina, Fastrat regina, Luitkart regina, Ruadheid, Irminkar regina | » |

Per aclarir aquesta lletania, cal disposar aquests noms a dues columnes:
| Karolus major domus            | Ruadtrud Ruadheid Svanahild regina              |
| Pippin rex                     | Bertha regina                                   |
| Karlomannus major domus        |                                                 |
| Karolus imperator, Karlomannus | Hiltikart regina Fastrat regina Luitkart regina |
| Karolus rex                    |                                                 |
| Pippin rex                     | Ruadheid                                        |
| Bernardus rex                  |                                                 |
| Lluís el Pietós                | Irminkar regina                                 |

Aquest quadre provoca diversos comentaris:
- els últims morts són Bernat, el 817 i Ermengarda, el 818. Les defuncions que els han seguit immediatament en la família reial són els de Pipí I d'Aquitània, el 838 i Lluís I el Pietós, el 840. Això data la composició de la lletania entre 818 i 838.

- L'absència de les filles de Carles Martell i de Pipí el Breu, així com de les concubines de Carlemany mostra que la lletania no menciona més que les esposes dels sobirans carolingis, excloent les concubines.

- Swanagilda és testificada com a esposa de Carles Martell per altres documents, sobretot pel continuador de Fredegari i els Annals d'Eginhard. El qualificatiu de regina que li és associat no significa reina, sinó princesa reial, el que era basant-se en la seva pertinença als Agilolfings. Se'n desprèn que els dos noms femenins que la precedeixen són igualment esposes de Carles Martell.

Els Annals Mosellani anuncien el 724 la mort de Ruadtrud (Rotrude). Carles Martell es casa amb Swanagilda al final de l'any 725. El fet que Ruadheid sigui col·locada entre els dos no pot tenir més que una d'aquestes dues raons:
- Carles Martell es va casar amb Ruadheid després de la mort de Rotruda, Ruadheid va morir i Carles es casa de nou tot seguit amb Swanagilda.

- Ruadheid és una esposa secundària, aparellada sent viva Rotruda.[notes 1]

## La seva família
La seva família no és coneguda. Els únics indicis són:
- D'una banda, els noms Rotrude (Hrod-trud) i Chrotais (Hrod-haid) són relativament propers, i se'n desprèn un parentiu entre els dos. Aquesta proposició és confirmada pel fet que Pipí el Breu, fill de Rotruda, dona el nom de Chrotais a una de les seves filles.[3]

- D'altra banda, Guiu, o Widó, abat de Fontenelle, executat el 743, era el propinquus (parent proper per via femenina) de Carles Martel. S'ha cregut en principi que aquest parentiu passava per Rotruda[4] abans de considerar que passava per Chrotais:[5]

|                                       |                                       |                                       |                                       |                                       |                                       |                           |                           |                           |                           |           |           |                        |                        |                        |                        |                                |                                |                                |                                |                                |                                |  |  | NN noble robertí d'Hesbaye |                          |                          |                          |                          |                          |          |          |          |          |          |          |  |  |                         |                         |                         |                         |                         |                         |  |  |                                         |                                         |                                         |                                         |                                         |                                         |  |  |  |  |  |  |  |  |  |  |  |  |  |  |  |  |  |  |  |  |
|                                       |                                       |                                       |                                       |                                       |                                       |                           |                           |                           |                           |           |           |                        |                        |                        |                        |                                |                                |                                |                                |                                |                                |  |  |                            |                          |                          |                          |                          |                          |          |          |          |          |          |          |  |  |                         |                         |                         |                         |                         |                         |  |  |                                         |                                         |                                         |                                         |                                         |                                         |  |  |  |  |  |  |  |  |  |  |  |  |  |  |  |  |  |  |  |  |
|                                       |                                       |                                       |                                       |                                       |                                       |                           |                           |                           |                           |           |           |                        |                        |                        |                        |                                |                                |                                |                                |                                |                                |  |  |                            |                          |                          |                          |                          |                          |          |          |          |          |          |          |  |  |                         |                         |                         |                         |                         |                         |  |  |                                         |                                         |                                         |                                         |                                         |                                         |  |  |  |  |  |  |  |  |  |  |  |  |  |  |  |  |  |  |  |  |
| Liutwí bisbe de Trèveris x Willigarda | Liutwí bisbe de Trèveris x Willigarda | Liutwí bisbe de Trèveris x Willigarda | Liutwí bisbe de Trèveris x Willigarda | Liutwí bisbe de Trèveris x Willigarda | Liutwí bisbe de Trèveris x Willigarda |                           |                           |                           |                           |           |           | Khariveu comte de Laon | Khariveu comte de Laon | Khariveu comte de Laon | Khariveu comte de Laon | Khariveu comte de Laon         | Khariveu comte de Laon         |                                |                                |                                |                                |  |  |                            |                          |                          |                          |                          |                          |          |          |          |          |          |          |  |  | Lambert noble d'Hesbaye | Lambert noble d'Hesbaye | Lambert noble d'Hesbaye | Lambert noble d'Hesbaye | Lambert noble d'Hesbaye | Lambert noble d'Hesbaye |  |  |                                         |                                         |                                         |                                         |                                         |                                         |  |  |  |  |  |  |  |  |  |  |  |  |  |  |  |  |  |  |  |  |
| Liutwí bisbe de Trèveris x Willigarda | Liutwí bisbe de Trèveris x Willigarda | Liutwí bisbe de Trèveris x Willigarda | Liutwí bisbe de Trèveris x Willigarda | Liutwí bisbe de Trèveris x Willigarda | Liutwí bisbe de Trèveris x Willigarda |                           |                           |                           |                           |           |           | Khariveu comte de Laon | Khariveu comte de Laon | Khariveu comte de Laon | Khariveu comte de Laon | Khariveu comte de Laon         | Khariveu comte de Laon         |                                |                                |                                |                                |  |  |                            |                          |                          |                          |                          |                          |          |          |          |          |          |          |  |  | Lambert noble d'Hesbaye | Lambert noble d'Hesbaye | Lambert noble d'Hesbaye | Lambert noble d'Hesbaye | Lambert noble d'Hesbaye | Lambert noble d'Hesbaye |  |  |                                         |                                         |                                         |                                         |                                         |                                         |  |  |  |  |  |  |  |  |  |  |  |  |  |  |  |  |  |  |  |  |
|                                       |                                       |                                       |                                       |                                       |                                       |                           |                           |                           |                           |           |           |                        |                        |                        |                        |                                |                                |                                |                                |                                |                                |  |  |                            |                          |                          |                          |                          |                          |          |          |          |          |          |          |  |  |                         |                         |                         |                         |                         |                         |  |  |                                         |                                         |                                         |                                         |                                         |                                         |  |  |  |  |  |  |  |  |  |  |  |  |  |  |  |  |  |  |  |  |
| Guiu abat de Fontenelle               | Guiu abat de Fontenelle               | Guiu abat de Fontenelle               | Guiu abat de Fontenelle               | Guiu abat de Fontenelle               | Guiu abat de Fontenelle               |                           |                           | Chrolanda                 | Chrolanda                 | Chrolanda | Chrolanda | Chrolanda              | Chrolanda              |                        |                        | N x Bertrada de Prüm           | N x Bertrada de Prüm           | N x Bertrada de Prüm           | N x Bertrada de Prüm           | N x Bertrada de Prüm           | N x Bertrada de Prüm           |  |  | Rotruda x Carles Martell   | Rotruda x Carles Martell | Rotruda x Carles Martell | Rotruda x Carles Martell | Rotruda x Carles Martell | Rotruda x Carles Martell |          |          |          |          |          |          |  |  | Robert comte d'Hesbaye  | Robert comte d'Hesbaye  | Robert comte d'Hesbaye  | Robert comte d'Hesbaye  | Robert comte d'Hesbaye  | Robert comte d'Hesbaye  |  |  | Landrada x Sigram                       | Landrada x Sigram                       | Landrada x Sigram                       | Landrada x Sigram                       | Landrada x Sigram                       | Landrada x Sigram                       |  |  |  |  |  |  |  |  |  |  |  |  |  |  |  |  |  |  |  |  |
| Guiu abat de Fontenelle               | Guiu abat de Fontenelle               | Guiu abat de Fontenelle               | Guiu abat de Fontenelle               | Guiu abat de Fontenelle               | Guiu abat de Fontenelle               |                           |                           | Chrolanda                 | Chrolanda                 | Chrolanda | Chrolanda | Chrolanda              | Chrolanda              |                        |                        | N x Bertrada de Prüm           | N x Bertrada de Prüm           | N x Bertrada de Prüm           | N x Bertrada de Prüm           | N x Bertrada de Prüm           | N x Bertrada de Prüm           |  |  | Rotruda x Carles Martell   | Rotruda x Carles Martell | Rotruda x Carles Martell | Rotruda x Carles Martell | Rotruda x Carles Martell | Rotruda x Carles Martell |          |          |          |          |          |          |  |  | Robert comte d'Hesbaye  | Robert comte d'Hesbaye  | Robert comte d'Hesbaye  | Robert comte d'Hesbaye  | Robert comte d'Hesbaye  | Robert comte d'Hesbaye  |  |  | Landrada x Sigram                       | Landrada x Sigram                       | Landrada x Sigram                       | Landrada x Sigram                       | Landrada x Sigram                       | Landrada x Sigram                       |  |  |  |  |  |  |  |  |  |  |  |  |  |  |  |  |  |  |  |  |
|                                       |                                       |                                       |                                       |                                       |                                       |                           |                           |                           |                           |           |           |                        |                        |                        |                        |                                |                                |                                |                                |                                |                                |  |  |                            |                          |                          |                          |                          |                          |          |          |          |          |          |          |  |  |                         |                         |                         |                         |                         |                         |  |  |                                         |                                         |                                         |                                         |                                         |                                         |  |  |  |  |  |  |  |  |  |  |  |  |  |  |  |  |  |  |  |  |
|                                       |                                       |                                       |                                       |                                       |                                       |                           |                           |                           |                           |           |           |                        |                        |                        |                        |                                |                                |                                |                                |                                |                                |  |  |                            |                          |                          |                          |                          |                          |          |          |          |          |          |          |  |  |                         |                         |                         |                         |                         |                         |  |  |                                         |                                         |                                         |                                         |                                         |                                         |  |  |  |  |  |  |  |  |  |  |  |  |  |  |  |  |  |  |  |  |
|                                       |                                       |                                       |                                       | Chrotais x Carles Martell             | Chrotais x Carles Martell             | Chrotais x Carles Martell | Chrotais x Carles Martell | Chrotais x Carles Martell | Chrotais x Carles Martell |           |           |                        |                        |                        |                        | Caribert de Laon comte de Laon | Caribert de Laon comte de Laon | Caribert de Laon comte de Laon | Caribert de Laon comte de Laon | Caribert de Laon comte de Laon | Caribert de Laon comte de Laon |  |  |                            |                          |                          |                          |                          |                          | Landrada | Landrada | Landrada | Landrada | Landrada | Landrada |  |  | Cancor comte            | Cancor comte            | Cancor comte            | Cancor comte            | Cancor comte            | Cancor comte            |  |  | Chrodegang bisbe de Metz cosí de Cancor | Chrodegang bisbe de Metz cosí de Cancor | Chrodegang bisbe de Metz cosí de Cancor | Chrodegang bisbe de Metz cosí de Cancor | Chrodegang bisbe de Metz cosí de Cancor | Chrodegang bisbe de Metz cosí de Cancor |  |  |  |  |  |  |  |  |  |  |  |  |  |  |  |  |  |  |  |  |
|                                       |                                       |                                       |                                       | Chrotais x Carles Martell             | Chrotais x Carles Martell             | Chrotais x Carles Martell | Chrotais x Carles Martell | Chrotais x Carles Martell | Chrotais x Carles Martell |           |           |                        |                        |                        |                        | Caribert de Laon comte de Laon | Caribert de Laon comte de Laon | Caribert de Laon comte de Laon | Caribert de Laon comte de Laon | Caribert de Laon comte de Laon | Caribert de Laon comte de Laon |  |  |                            |                          |                          |                          |                          |                          | Landrada | Landrada | Landrada | Landrada | Landrada | Landrada |  |  | Cancor comte            | Cancor comte            | Cancor comte            | Cancor comte            | Cancor comte            | Cancor comte            |  |  | Chrodegang bisbe de Metz cosí de Cancor | Chrodegang bisbe de Metz cosí de Cancor | Chrodegang bisbe de Metz cosí de Cancor | Chrodegang bisbe de Metz cosí de Cancor | Chrodegang bisbe de Metz cosí de Cancor | Chrodegang bisbe de Metz cosí de Cancor |  |  |  |  |  |  |  |  |  |  |  |  |  |  |  |  |  |  |  |  |
|                                       |                                       |                                       |                                       |                                       |                                       |                           |                           |                           |                           |           |           |                        |                        |                        |                        | Bertrada                       | Bertrada                       | Bertrada                       | Bertrada                       | Bertrada                       | Bertrada                       |  |  | Pipí el Breu               | Pipí el Breu             | Pipí el Breu             | Pipí el Breu             | Pipí el Breu             | Pipí el Breu             |          |          |          |          |          |          |  |  |                         |                         |                         |                         |                         |                         |  |  |                                         |                                         |                                         |                                         |                                         |                                         |  |  |  |  |  |  |  |  |  |  |  |  |  |  |  |  |  |  |  |  |
|                                       |                                       |                                       |                                       |                                       |                                       |                           |                           |                           |                           |           |           |                        |                        |                        |                        | Bertrada                       | Bertrada                       | Bertrada                       | Bertrada                       | Bertrada                       | Bertrada                       |  |  | Pipí el Breu               | Pipí el Breu             | Pipí el Breu             | Pipí el Breu             | Pipí el Breu             | Pipí el Breu             |          |          |          |          |          |          |  |  |                         |                         |                         |                         |                         |                         |  |  |                                         |                                         |                                         |                                         |                                         |                                         |  |  |  |  |  |  |  |  |  |  |  |  |  |  |  |  |  |  |  |  |
|                                       |                                       |                                       |                                       |                                       |                                       |                           |                           |                           |                           |           |           |                        |                        |                        |                        |                                |                                |                                |                                |                                |                                |  |  |                            |                          |                          |                          |                          |                          |          |          |          |          |          |          |  |  |                         |                         |                         |                         |                         |                         |  |  |                                         |                                         |                                         |                                         |                                         |                                         |  |  |  |  |  |  |  |  |  |  |  |  |  |  |  |  |  |  |  |  |
|                                       |                                       |                                       |                                       |                                       |                                       |                           |                           |                           |                           |           |           |                        |                        |                        |                        |                                |                                |                                |                                |                                |                                |  |  |                            |                          |                          |                          |                          |                          |          |          |          |          |          |          |  |  |                         |                         |                         |                         |                         |                         |  |  |                                         |                                         |                                         |                                         |                                         |                                         |  |  |  |  |  |  |  |  |  |  |  |  |  |  |  |  |  |  |  |  |
|                                       |                                       |                                       |                                       |                                       |                                       |                           |                           |                           |                           |           |           |                        |                        |                        |                        | Carlemany                      | Carlemany                      | Carlemany                      | Carlemany                      | Carlemany                      | Carlemany                      |  |  | Chrotais                   | Chrotais                 | Chrotais                 | Chrotais                 | Chrotais                 | Chrotais                 |          |          |          |          |          |          |  |  |                         |                         |                         |                         |                         |                         |  |  |                                         |                                         |                                         |                                         |                                         |                                         |  |  |  |  |  |  |  |  |  |  |  |  |  |  |  |  |  |  |  |  |

Això no obstant, els noms dels seus nets suggereixen igualment un parentiu proper amb els comtes de París Gerard I (casat amb una Rotruda) i Gerard II, germà d'un Adalard.

## Fills
Entre els fills de Carles Martel, a més a més dels fills coneguts de Rotruda i de Swanagilda, hi ha tres altres fills:
- Bernat, esmentat per la Genealogia Arnulfi comitis com a procedent d'una reina
- Remigi esmentat per la mateix font com procedent d'una concubina[7]
- Jerònim, esmentat per la mateix font com procedent d'una concubina.[7]

Encara que alguns historiadors, com Eduard Hlawitschka, veuen els tres prínceps com a fills de Chrotais, sembla que no va donar a llum més que Bernat († 787) abat laic i comte de Saint-Quentin.